# Mucositat

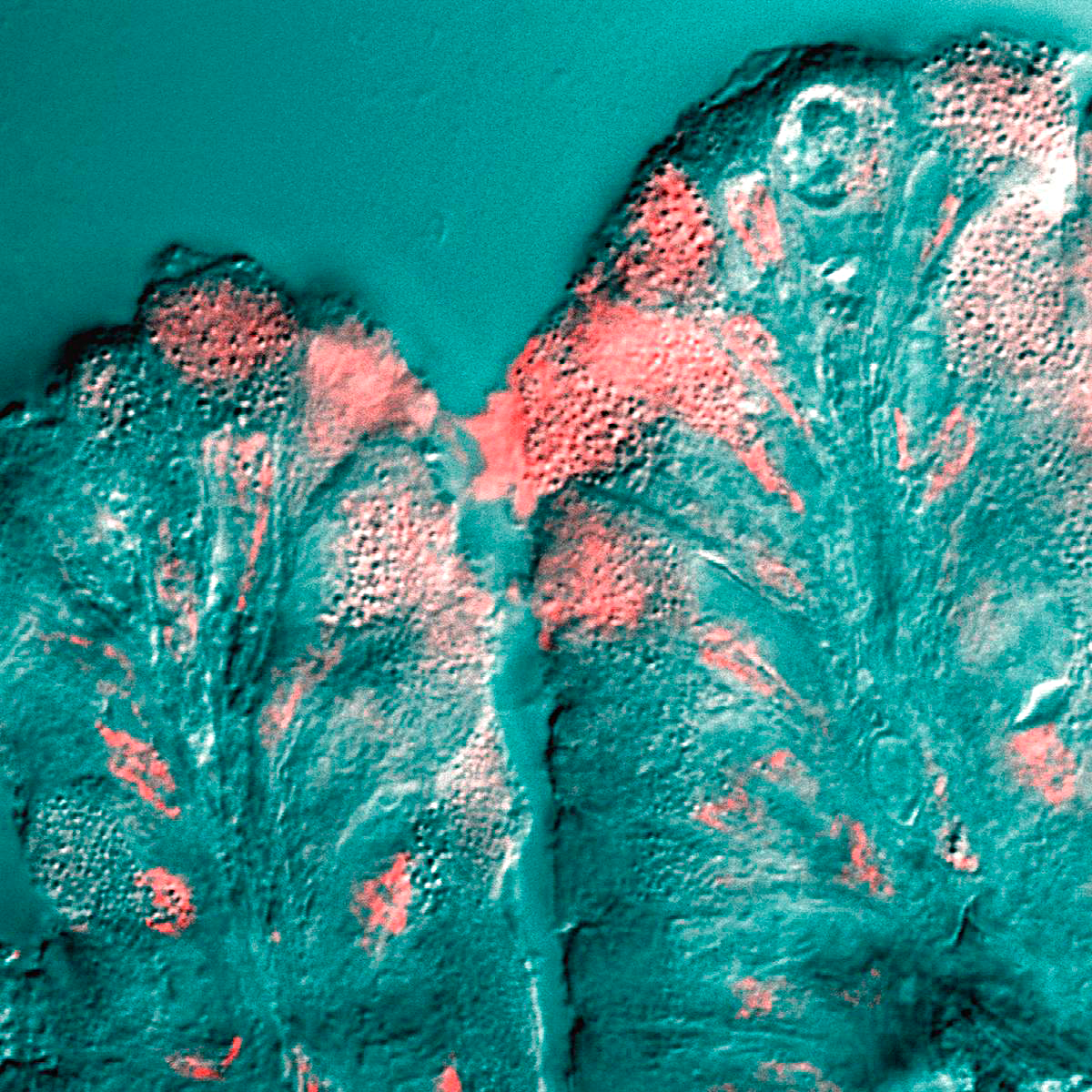
Mucositat de l'estómac vist al microscòpi

El moc o mucositat és una substància viscosa d'origen biològic produït per les membranes mucoses mitjançant les cèl·lules caliciformes. La substància segregada per aquestes, el moc, és emprada de diferents formes per l'organisme si bé la seva composició pot variar depenent de la funció aquesta és principalment formada per: aigua, mucina, sals inorgàniques, cèl·lules epitelials, leucòcits i matèria glandular.

## Funció
La principal funció del moc és la de protegir l'epiteli tot combinant funcions de lubricació d'aquest amb funcions protectores. Així el moc és un sistema de defensa bacteriològic del sistema respiratori (mucositat respiratòria), atac químic (mucositat de l'estómac), també actua contra la deshidratació (pulmó), o com a lubricant (esòfag i còlon).
Les funcions del moc es poden classificar en: escalfament de l'aire, humidificació de l'aire, filtrat de l'aire inspirat i acció bactericida.

## Sistema respiratori

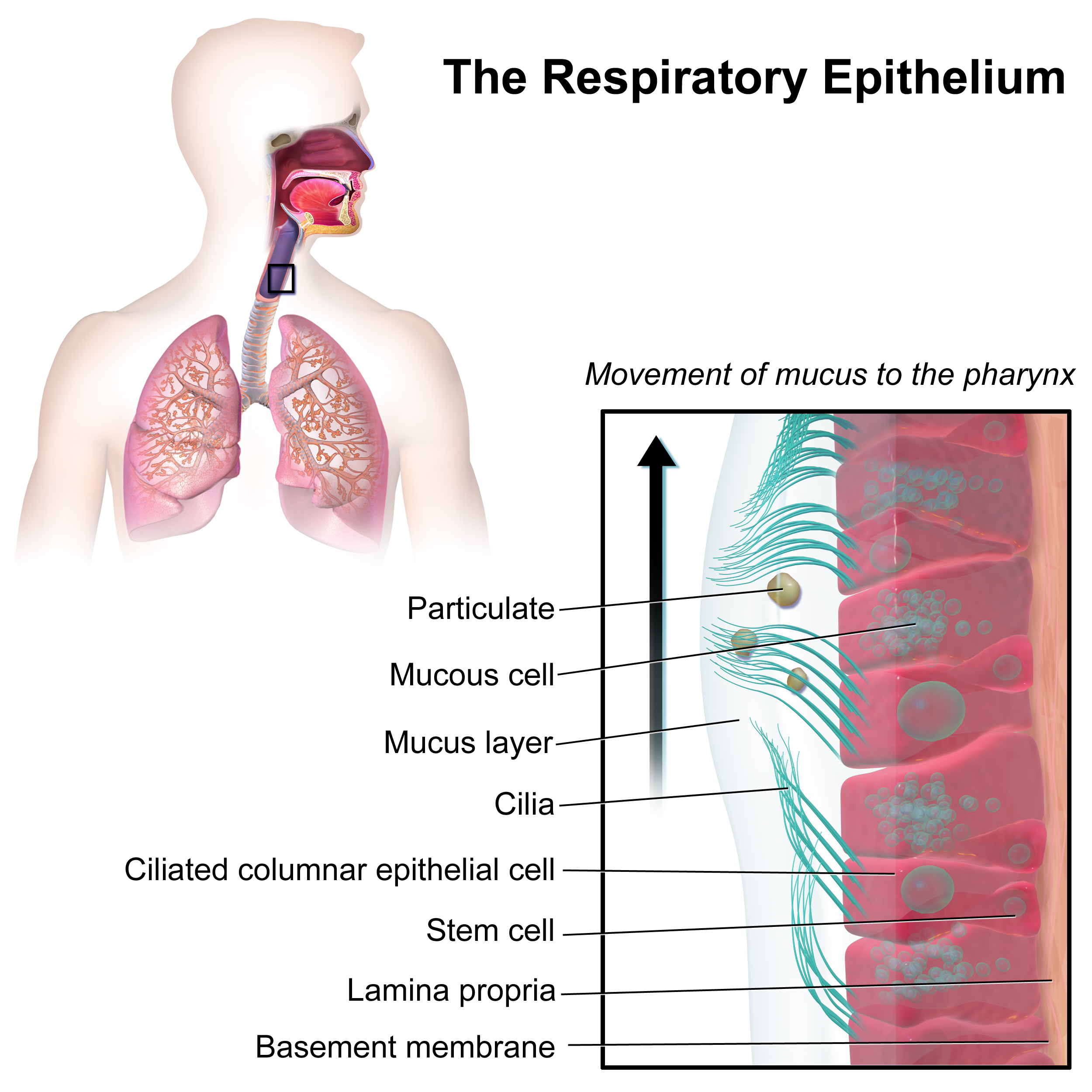
Il·lustració que representa el moviment de la mucositat a les vies respiratòries

En el sistema respiratori humà, la mucositat, també coneguda com a "líquid de superfície de les vies respiratòries" (ASL), ajuda a protegir els pulmons atrapant partícules externes que s'introdueixen, en particular, a través del nas, durant la respiració normal. Existeix una distinció addicional entre les capes superficials i de revestiment cel·lular d'ASL, que es coneixen com a capa de moc (ML) i capa de líquid periciliar (PCL), respectivament. "Flegma" és un terme especialitzat que està restringit a les vies respiratòries, mentre que el terme "mucositat nasal" descriu les secrecions que van del nas a la cavitat nasal.
La mucositat nasal és produïda per la mucosa nasal; i les mucoses que recobreixen les vies respiratòries (tràquea vertebrada, bronquis, bronquíol) són produïdes per cèl·lules epitelials especialitzades en les vies respiratòries (cèl·lules de còlics) i glàndules submucoses. Les partícules petites com pols, partícules de pol·lució i al·lèrgens, així com agents infecciosos i bacteris són atrapats a la mucosa viscosa nasal o de la via aèria i eviten que accedeixin al sistema. Aquest fet, juntament amb el moviment continu de la capa mucosa respiratòria cap a l'orofaringe, ajuda a evitar que els objectes externs entrin als pulmons durant la respiració. Això explica per què la tos freqüent és més freqüent en els fumadors. La reacció natural del cos és augmentar la producció de moc. A més, el moc ajuda a hidratar l'aire inhalat i evita que s'extingeixin els teixits (biologia), com la cavitat nasal i l'epiteli respiratori, la deshidratació. La mucosa nasal i de les vies respiratòries es produeix constantment, la majoria s'empassa inconscientment, fins i tot quan s'asseca.
L'increment de la producció de mucositat en el tracte respiratori és símptoma de malalties comunes, com el refredat i la grip. La hipersecreció de mocs es pot donar en malalties d'inflamació respiratòria com al·lèrgia, asma, i malaltia pulmonar obstructiva crònica. La presència de mucositat al nas i a la gola és normal, però en quantitats abundants pot impedir una respiració còmode i es pot resoldre respirant pel nas o expectorant la flegma de la gola.

### Malalties que impliquen mucositats
En general, la mucositat nasal és clara i lleugera, que serveix com a filtre durant la inhalació. Quan hi ha infecció, els mocs es poden tornar grocs o verds com a resultat de la presència de bactèries o com a reacció del cos a una infecció vírica. El color verd del moc prové del grup heme en l'enzim que conté ferro mieloperoxidasa secretat per glòbuls blancs com una defensa citotòxica durant una explosió respiratòria.
En el cas d'infecció bacteriològica, el bacteri es troba atrapat en el si paranasal, ja existent, que es reprodueix en l'ambient humit i ric en nutrients. La sinusitis és una malaltia incòmoda que pot incloure la congestió del moc. Una infecció bacteriana en la sinusitis causarà mucositats descolorides i respondria al tractament amb antibiòtics. Les infeccions virals solen resoldre's sense tractament. Gairebé totes les infeccions de sinusitis són virals i els antibiòtics no són efectius i no es recomanen per a tractar els casos típics.
En el cas d'una infecció viral com el refredat o la grip, la primera etapa i també l'última de la infecció provoquen una mucositat clara i fina al nas o de la gola. A mesura que el cos comença a reaccionar al virus (generalment d'un a tres dies), la mucositat torna espessa i es pot tornar groga o verda. Les infeccions virals no es poden tractar amb antibiòtics i són és el principal mal ús. El tractament generalment es basa en els símptomes; sovint és suficient donar temps i permetre al sistema immunitari combatre el virus.

#### Tracte respiratori superior
L'augment de la producció de moc en el tracte respiratori superior és un símptoma de moltes malalties comunes, com el refredat comú. La mucositat nasal es pot eliminar mocant-se el nas o utilitzant irrigació nasal. L'excés de moc nasal, com amb un refredat o al·lèrgia, es deu a l'engorgiment vascular associat a la vasodilatació i l'augment de la permeabilitat capil·lar causada per histamines, es pot tractar amb precaució amb medicaments descongestionants. L'espessament del moc com a efecte de "rebot" després de l'ús excessiu de descongestionants pot produir problemes de drenatge nasal o sinusal i promoure la infecció.
Durant les estacions fredes i seques, els passos nasals tendeixen a assecar-se, el que significa que les membranes mucoses han de treballar més, produint més moc per mantenir la cavitat humida. Com a resultat, la cavitat nasal pot omplir-se de mucositats. Al mateix temps, quan s'exhala l'aire, el vapor d'aigua de la respiració es condensa a mesura que l'aire calent es troba més fred a la temperatura propera a les fosses nasals. Això fa que s'acumuli una quantitat excessiva d'aigua dins de les cavitats nasals. En aquests casos, l'excés de líquid sol vessar externament a través de les fosses nasals.

#### Tracte respiratori inferior
L'excés de producció de moc als bronquis i bronquíols, tal com es pot produir en l'asma, bronquitis o grip, és el resultat de la inflamació crònica de les vies respiratòries i, per tant, pot ser tractat amb medicaments antiinflamatoris. La depuració mucociliar deguda a condicions com la discinèsia ciliar també pot donar com a resultat la seva acumulació en els bronquis.  La disregulació de la mucositis homesota és la característica fonamental de fibrosi quística, una malaltia hereditària provocada per mutacions en el gen "CFTR", que codifica un canal de clorur. Aquest defecte condueix a la composició alterada d'electrolits del moc, que desencadena la seva hiperabsorció i deshidratació. Aquests mocs de baix volum, viscosos i àcids tenen una funció antimicrobiana reduïda que facilita la colonització bacteriana. L'aprimament de la capa mucosa afecta finalment a la PCL, que es deshidrata, compromet la funció ciliar i disminueix la depuració mucociliar.

## Sistema digestiu

Les glàndules gàstriques estan formades per cèl·lules epitelials (B), cèl·lules capitàries (D) i cèl·lules parietals (E). Les cèl·lules principals i parietals produeixen i secreten mucositats (F) per protegir el revestiment de l'estómac (C) contra el dur pH de l'àcid estomacal. El moc és bàsic, mentre que l'àcid estomacal (A) és àcid.

En el sistema digestiu humà, el moc serveix com a lubricant per als materials que han de passar per les membranes, per exemple, els aliments que passen per l'esòfag. El moc és extremadament important en el tracte intestinal. Forma una capa essencial en el còlon i l'intestí prim que ajuda a reduir la inflamació intestinal disminuint la interacció bacteriana amb cèl·lules epitelials intestinals. Una capa de mucositat al llarg de les parets internes de l'estómac és vital per protegir els forats cel·lulars d'aquest òrgan a partir del medi altament àcid. El moc també és secretat des de glàndules dins del recte a causa de l'estímul de la membrana mucosa de dins.

## Sistema reproductor
El moc cervicovaginal (MCV), producte de cèl·lules epitelials que recobreixen l'úter, el coll de l'úter i la vagina, es secreta per facilitar la lubricació durant l'acte sexual i la depuració microbiana. Compost predominantment d'aigua i mucines, el MCV també conté alts nivells de proteïnes immunoactives com l'immunoglobulina A (IgA), la lactoferrina i el lisozim que protegeixen contra la infecció bloquejant l'adhesió i la mediació microbiana.
El moc cervical impedeix i proporciona lubricació. La consistència del moc cervical varia depenent de les fases del cicle menstrual. Durant l'ovulació, el moc cervical és clar i propici per als espermatozoides; després de l'ovulació, el moc es torna més gruixut i és més probable que bloquegi els espermatozoides. Diversos mètodes de planificació familiar natural es basen en l'observació del moc cervical, per identificar el temps fèrtil, i el més fèrtil, de la dona al mig del cicle, ja sigui com un mètode per evitar l'embaràs o, per contra, facilitar-lo.

## Propietats de la mucositat

### Capacitat d'inflamació tàctil
El moc és capaç d'absorbir aigua o deshidratar-se a través de variacions de pH. La capacitat d'inflamació de la mucosa prové de l'estructura d'ampolla de la mucina dins del qual els segments hidròfils proporcionen una gran superfície per a l'absorció d'aigua. A més, la sintonia de l'efecte inflamatori està controlada per l'efecte polielectrolític.

#### Efecte polielectrolític en mucositats
Els polímers amb molècules carregades es diuen polielectrolitos. Les mucines, una mena de proteoglicà polielectrolític, són el component principal de la mucositat, que proporciona l'efecte polielectrolítico en la mucositat. El procés d'induir aquest efecte comprèn dos passos: atracció de contra-ions i compensació d'aigua. Quan s'exposen en la solució iònica fisiològica, els grups carregats en els polielectrolits atrauen contra-ions amb càrregues oposades, conduint així a un gradient de concentració de solut. S'introdueix una pressió osmòtica per igualar la concentració de solut en tot el sistema, ja que condueix l'aigua a fluir des de les zones de baixa concentració fins a les altes àrees de concentració. En resum, l'afluència i el flux d'aigua dins de la mucositat, gestionats per l'efecte polielectrolític, contribueixen a la capacitat d'inflamació sintonitzable de la mucosa.

#### Mecanisme d'inflamació amb pH regulable
Les càrregues iòniques de la mucina són principalment proporcionades per aminoàcids àcids, com ara l'àcid aspàrtic ( pKa = 3.9) i àcid glutàmic (pKa = 4.2). Les càrregues d'aminoàcids àcids canviaran amb el valor del pH ambiental a causa de la dissociació àcida i dissociació d'àcids. L'àcid aspàrtic, per exemple, té una cadena lateral negativa quan el valor del pH és superior a 3,9, mentre que una cadena lateral amb càrrega neutra s'introduirà quan el valor del pH cau per sota de 3,9. D'aquesta manera, la quantitat de càrregues negatives en la mucositat està influenciada pel valor de pH de l'entorn. És a dir, l'efecte polielectrolític de la mucosa es veu en gran manera afectat pel valor de pH de la solució a causa de la variació de la càrrega dels residus d'aminoàcids àcids a la columna vertebral de la mucina. Per exemple, el residu carregat a la mucina es protona a un valor normal de pH de l'estómac, aproximadament de pH 2. En aquest cas, hi ha poc efecte polielectrolític, provocant així una mucositat compacta amb poca capacitat d'inflamació. Tanmateix, una espècie de bacteri, Helicobacter pylori, és propens a produir base per elevar el valor del pH a l'estómac, donant lloc a la deprotonació d'àcids aspàrtics i àcids glutàmics, és a dir, de neutre a negatiu carregat. Les càrregues negatives en el mucus augmenten considerablement, induint així l'efecte polielectrolític i l'inflor del mucus. Aquest efecte inflamatori augmenta la mida del porus del moc i disminueix la viscositat del moc, que permet que els bacteris penetrin i migrin a la mucositat i causin malalties.

### Selectivitat de càrrega
L'elevada permeabilitat selectiva de la mucositat té un paper crucial en la salut dels éssers humans limitant la penetració de molècules, nutrients, patògens i drogues. La distribució de la càrrega dins de la mucosa funciona com una barrera de difusió selectiva de càrrega, de manera que afecta significativament el transport dels agents. Entre partícules amb diverses superfícies, les partícules catiòniques solen tenir una poca profunditat de penetració, les neutres tenen penetració mitjana i les anions tenen la major profunditat de penetració. A més, l'efecte de la selectivitat de càrrega canvia quan l'estat de la mucositat varia, és a dir, la mucosa nativa té un potencial triple més alt per limitar la penetració de l'agent que la mucositat purificada.

## Altres mocs
Altres tipus de moc són els produïts per cargols i llimacs per a desplaçar-se. Al món vegetal també hi ha espècies, com algunes algues, que produeixen mucositats internes o externes.